# Porta-retalls

El dibuix d'un portafolis, variants similars d'aquest dibuix s'utilitzen d'icona per representar el porta-retalls.

El porta-retalls és una facilitat del programari, habitualment una eina del sistema operatiu, que es pot utilitzar per emmagatzematge temporal de dades de qualsevol format: text, imatges, etc. Llavors aquestes dades poden ser transferides a altres documents o aplicacions, a través d'operacions de copiar i enganxar. També s'utilitza per copiar i moure fitxers entre carpetes. Usualment el contingut del porta-retalls s'obté des de la funció de copiar o retallar, i es recupera amb la funció d'enganxar. El porta-retalls bàsic permet només una còpia. En altres paraules, no permet emmagatzemar múltiples fitxers, imatges, textos, etc.. La informació continguda al porta-retalls es perd si es reinicia el sistema. Existeixen aplicacions que implementen el seu propi porta-retalls, amb possibilitat d'emmagatzemar múltiples còpies d'informació.
Com sovint en informàtica, de vegades s'utilitza l'anglès clipboard o el barbarisme portapapers.